# Chedli Klibi
Pour les articles homonymes, voir Klibi.
Chedli Klibi (arabe : الشاذلي القليبي), né le 6 septembre 1925 à Tunis et mort le 13 mai 2020 à Carthage, est un homme politique tunisien. Il occupe durant onze ans le poste de secrétaire général de la Ligue arabe.

## Biographie
Fils de Hassouna Klibi et neveu de Mohieddine Klibi, figure du Destour, Chedli Klibi effectue ses études secondaires au Collège Sadiki, obtenant ainsi en 1944 le baccalauréat en section de philosophie. Après des études supérieures à l'université de la Sorbonne, où il obtient une licence en langue et littérature arabe en 1947, il obtient en 1950 l'agrégation. Maîtrisant l'arabe et le français, il donne notamment des cours à l'Institut des hautes études de Tunis (ar) et à l'École normale supérieure de Tunis.

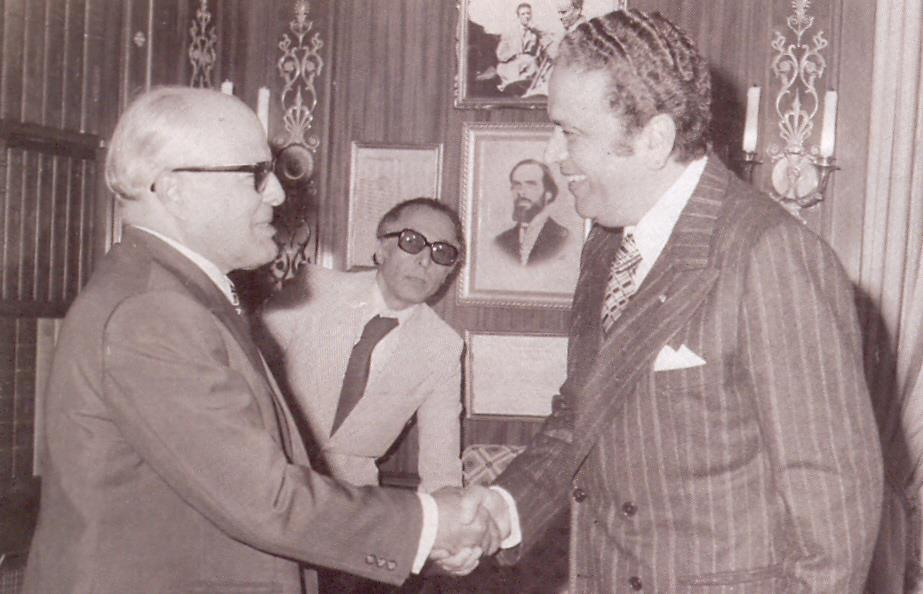
Chedli Klibi entre Habib Bourguiba et Hédi Mabrouk en 1973.

Directeur général de la radio nationale en 1958, il devient le premier ministre tunisien des Affaires culturelles (1961-1970, 1971-1973, 1976-1978) sous la présidence de Habib Bourguiba puis directeur de cabinet du président de 1974 à 1976 avant d'occuper le poste de ministre de l'Information de 1978 à 1979. Il sert également comme maire de Carthage de 1963 à 1990.
Le 28 juin 1979, il est désigné au poste de secrétaire général de la Ligue arabe. Le 3 septembre 1990, il démissionne de son poste sans donner de raison même si les observateurs estiment que la position de Klibi était devenue inconfortable à la suite de l'éclatement de la guerre du Golfe opposant l'Irak et le Koweït. Son intérim est assuré par son adjoint libanais Assad al-Assad. Au cours de son mandat de secrétaire général se tiennent trois sommets ordinaires des chefs d'État arabes ainsi que six sommets extraordinaires.
Membre de la Chambre des conseillers dès 2005, Chedli Klibi passe sa retraite dans sa résidence de Carthage avec sa femme Kalthoum Klibi née Lasram tout en restant membre du comité central du Rassemblement constitutionnel démocratique au pouvoir jusqu'à la révolution de 2011.
Il meurt le 13 mai 2020 à Carthage à l'âge de 94 ans,,.
Le 9 juillet 2020, le chef du gouvernement Elyes Fakhfakh décide de baptiser la Cité de la culture de Tunis au nom du défunt, en reconnaissance de ses efforts au service de la culture.

## Distinctions
- Grand cordon de l'ordre de l'Indépendance (Tunisie)[8] ;
- Grand cordon de l'ordre de la République (Tunisie)[8] ;
- Grand cordon de l'ordre national du Mérite (Tunisie)[9] ;
- Grand cordon de l'État de Palestine[10] ;
- Médaille du président de la République algérienne[11] ;
- Médaille d'honneur de l'université de Tunis[12] ;
- Docteur honoris causa de l'université de Tunis[13].
- Prix Hannibal (Tunisie, en 2024 à titre posthume)[14].

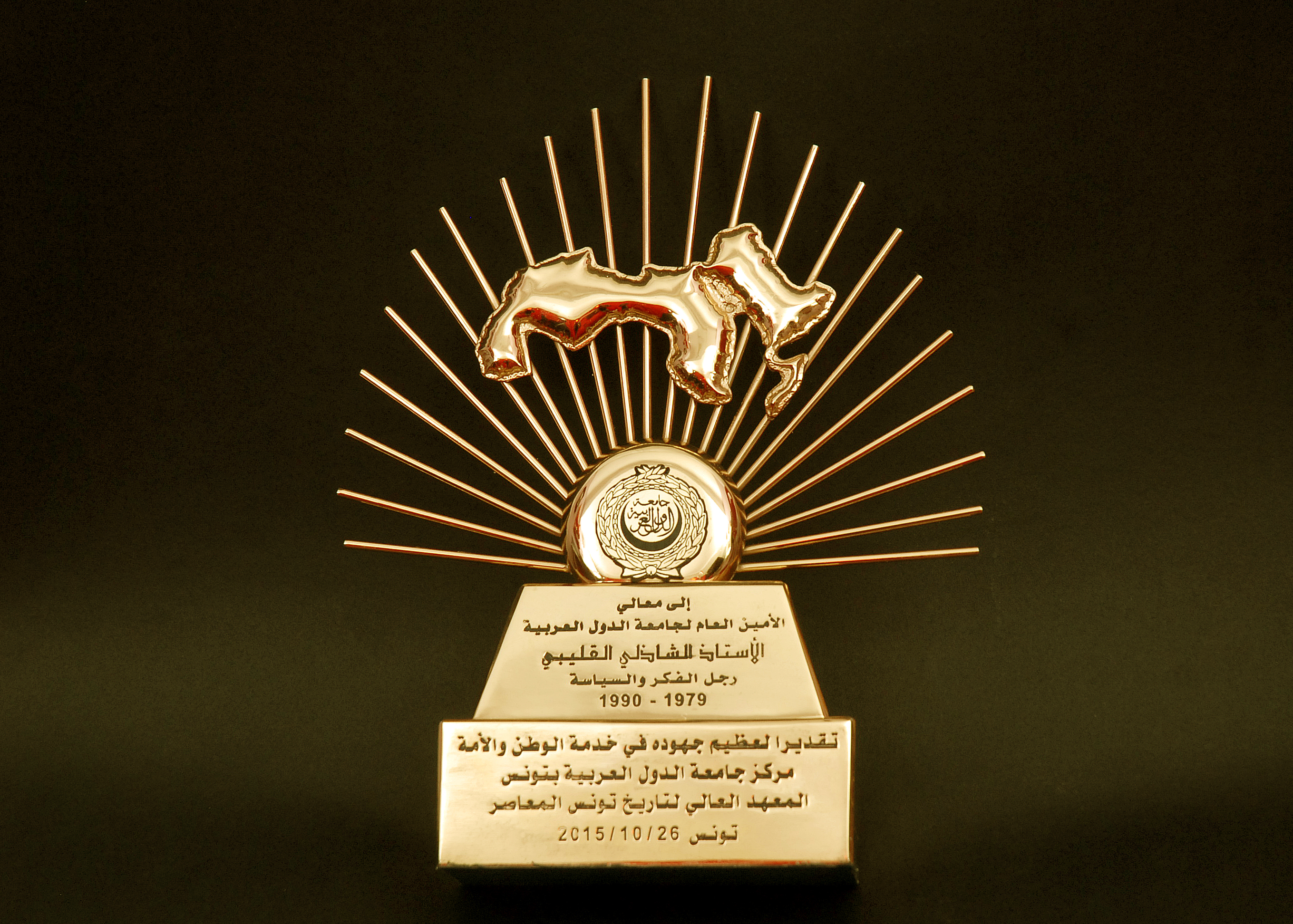
Trophée réalisé par Brahim Konstantini.

## Publications
Chedli Klibi est notamment l'auteur de Orient-Occident : la paix violente paru en 1999 ; cet ouvrage a été rédigé sous forme d'entretien avec la journaliste française Geneviève Moll, dans lequel il envisage plusieurs questions se rapportant à l'islam, à l'Europe et à son expérience en tant que secrétaire général de la Ligue arabe. Il est également l'auteur d'autres réflexions sur la géopolitique tunisienne et arabe.
- Orient-Occident : la paix violente, Paris, Sand, 1999, 429 p. (ISBN 978-2-710-70635-9, lire en ligne).
- Habib Bourguiba : radioscopie d'un règne, Tunis, Déméter, 2012, 204 p. (ISBN 978-9-973-70626-3, OCLC 816390181)[15].
- (ar) تونس و عوامل القلق العربي [« La Tunisie et les facteurs d'anxiété arabes »], Tunis, Sud Éditions,‎ 2020[16].